# Frankie Howerd
Frankie Howerd (właśc. Francis Alick Howard, ur. 6 marca 1917 w Yorku – zm. 19 kwietnia 1992 w Londynie) – brytyjski aktor komediowy i artysta kabaretowy.

## Życiorys

### Młodość i początki kariery
Był synem zawodowego żołnierza. Tuż po ukończeniu szkoły średniej próbował dostać się do Royal Academy of Dramatic Art, czołowej brytyjskiej szkoły teatralnej, jednak został odrzucony po bardzo nieudanym egzaminie praktycznym, w czasie którego nieustannie się jąkał. W czasie II wojny światowej został powołany do British Army, gdzie służył w polowych zespołach artystycznych. Po wyjściu z wojska postanowił utrzymywać się z pracy estradowej. W grudniu 1946 zadebiutował w radiu, a dokładnie na antenie ówczesnego BBC Light Programme. W drugiej połowie lat 40. i w pierwszej połowie lat 50. stopniowo wzmacniał swoją pozycję jako wzięty kabareciarz. W 1954 zadebiutował w kinie, w napisanej specjalnie z myślą o nim głównej roli w komedii The Runaway Bus.

### Teatr, estrada i telewizja
W drugiej połowie lat 50. Howerd coraz odważniej wprowadzał do swojej twórczości eksperymenty formalne, próbował także swoich sił jako aktor telewizyjny, jednak zmiany te nie były dobrze przyjmowane przez publiczność. Na początku lat 60. przeżył załamanie nerwowe, jednak wkrótce później jego notowania ponownie poszły w górę. W 1963 dołączył do obsady popularnego programu satyrycznego That Was the Week That Was, zaś w latach 1963–1965 z powodzeniem występował na West Endzie, gdzie grał główną rolę w musicalu A Funny Thing Happened on the Way to the Forum, zaś do jego partnerów scenicznych należał m.in. Kenneth Connor. W 1964 otrzymał swój autorski serial telewizyjny, zatytułowany po prostu Frankie Howerd i liczący 12 odcinków. W latach 1969–1970 był główną gwiazdą popularnego serialu Up Pompeii!, w którym swobodnie mieszał kwestie granej przez siebie postaci z wypowiedziami skierowanymi wprost do publiczności. W 1971 zagrał w filmie kinowym opartym na tej produkcji. Później wystąpił jeszcze w bazujących na podobnej koncepcji serialach Whoops Baghdad i Then Churchill Said to Me.
W 1976 wyjechał na pewien czas do Kanady, gdzie nagrywał autorski program na potrzeby tamtejszej telewizji publicznej CBC. W latach 80. jego popularność nieco przygasła, dużo rzadziej pojawiał się w mediach, zaś głównym polem jego aktywności artystycznej stały się występy estradowe, zbliżone formułą do stand-upu.

### Film
Najwięcej ról filmowych Howerd otrzymywał w drugiej połowie lat 50. i na początku lat 60. Pojawił się wtedy m.in. w takich obrazach jak Jak zabić starszą panią, Jumping for Joy, Further Up the Creek czy A Touch of the Sun. Dwukrotnie wystąpił w filmach z popularnej serii niskobudżetowych komedii Cała naprzód. Były to Doktorze do dzieła (1967) i Cała naprzód: Safarii (1969). Po sukcesie Up Pompeii zagrał jeszcze w dwóch filmach zrealizowanych w podobnej formule: Up the Chastity Belt (1971) i Up the Front (1972). W 1978 zagrał w hollywoodzkim musicalu Sgt. Pepper’s Lonely Hearts Club Band, w którym wystąpili również m.in. Bee Gees czy Steve Martin.

## Styl
Howerd wykształcił własny, rozpoznawalny styl estradowy, którym posługiwał się także w swoich rolach telewizyjnych i filmowych. Jego monologi były napisane i odgrywane tak, aby widz ulegał złudzeniu, że komik dzieli się potokiem zupełnie przypadkowych skojarzeń, wspomnień i historyjek, które z ledwością składają się w spójny występ. Żarty Howerda opierały się często na dwuznacznościach i, skrywanych tylko pozornie, daleko idących podtekstach seksualnych, wplecionych w jego potoczyste opowieści tak, aby ich pojawienie się wydawało się dziełem przypadku. Gdy śmiech widzów przerywał w takim momencie monolog, Howerd wpadał zwykle w egzaltowane oburzenie lub udawaną złość, co jeszcze bardziej skłaniało publiczność do śmiechu. Dodatkowo artysta stosował często charakterystyczne okrzyki oparte na onomatopejach typu „ooh!”, „aah!” itp.
W rzeczywistości, co współpracujący z nim scenarzyści ujawnili dopiero po jego śmierci, występy Howerda były zaplanowane w najdrobniejszych szczegółach. Artysta doskonale przewidywał reakcje publiczności i z góry zamieszczał swoje odpowiedzi na nie w tekście monologu, natomiast bardzo rzadko stosował autentyczną improwizację.

## Odznaczenia
W 1977 otrzymał Order Imperium Brytyjskiego klasy Oficer (OBE).

## Życie prywatne
Howerd był homoseksualistą, czego sam do końca nie akceptował i co skrzętnie ukrywał, zwłaszcza do czasu, gdy w 1967 stosunki homoseksualne przestały być w Anglii i Walii przestępstwem zagrożonym karą więzienia. Od 1958 aż do śmierci jego głównym partnerem był Dennis Heymer, którego zatrudniał jako swojego menedżera, jednak wdawał się też w bardziej przelotne romanse. W 2008 swoją premierę miał film telewizyjny Rather You Than Me, ukazujący prywatne życie komika, którego scenariusz oparto na wywiadach z Heymerem, przeprowadzonych już po śmierci Howerda. W jego roli wystąpił w nim David Walliams.

### Okoliczności śmierci
W 1991 Howerd był na egzotycznej wycieczce nad Amazonką, skąd przywiózł wirusa, który z czasem przerodził się w poważną infekcję dróg oddechowych. W kwietniu 1992 trafił do szpitala, jednak lekarze nie byli już w stanie mu pomóc i dość szybko podjęli decyzję o wypuszczeniu go do domu, aby mógł spędzić w spokoju swoje ostatnie święta wielkanocne. Zmarł 19 kwietnia 1992 w wieku 75 lat, bezpośrednią przyczyną zgonu było zatrzymanie akcji serca spowodowane postępującą chorobą.